# Atletica leggera ai Giochi della XXI Olimpiade - Staffetta 4×400 metri femminile

Video della Finale

La staffetta 4×400 metri ha fatto parte del programma femminile di atletica leggera ai Giochi della XXI Olimpiade. La competizione si è svolta nei giorni 30-31 luglio 1976 allo Stadio Olimpico (Montréal).

## Presenze ed assenze delle campionesse in carica
| Competizione      | Atleta       | Prestazione | Montréal 1976 |
| ----------------- | ------------ | ----------- | ------------- |
| Olimpiadi 1972    | Germania Est | 3'22”95     | Presente      |
| Commonwealth 1974 | Inghilterra  | 3'29”23     | [ E 1 ]       |
| Europei 1974      | Germania Est | 3'25”21     | Presente      |
| Asiatici 1974     | Giappone     | 3'43”52     | Non qual.     |
| Panamericani 1975 | Canada       | 3'30”36A    | Presente      |

1. ↑  Ai Giochi l’Inghilterra non partecipa come nazione a sé stante, ma sotto la bandiera della Gran Bretagna.

## Risultati
La Germania Est perde Marita Koch a causa di un infortunio nella gara individuale. Può presentare comunque alla partenza una squadra formidabile.
In batteria ferma i cronometri su 3'23"38, il secondo miglior tempo di sempre.
In finale sono le uniche a correre tutte e quattro le frazioni sotto i 50" (la più veloce in assoluto è Brigitte Rohde con 49"5); il tempo finale è il primo della storia sotto i 3'20". Per le valchirie dell'Est è nuovo record del mondo.
| Pos | Paese            | Atlete                                                            | Tempo   |
| --- | ---------------- | ----------------------------------------------------------------- | ------- |
|     | Germania Est     | Doris Maletzki Brigitte Rohde Ellen Streidt Christina Lathan      | 3'19”23 |
|     | Stati Uniti      | Debra Sapenter Sheila Ingram Pamela Jiles Rosalyn Bryant          | 3'22”81 |
|     | Unione Sovietica | Inta Kļimoviča Ljudmila Aksënova Natal'ja Sokolova Nadežda Il'ina | 3'24”24 |